# Операція «Синиця»
Операція «Синиця»— операція ГУР МО з перельоту російського військово-транспортного гелікоптера Мі-8 з екіпажем до України.
23 серпня з'явилася перша інформація щодо російського гелікоптера Мі-8, який приземлився на контрольованій Україною території. Пізніше було оприлюднено трохи подробиць та кодове ім'я операції — «Синиця».
3 вересня з'явилося коротке відео з подробицями операції. 4 вересня ГУР випустило документальний фільм «Збиті літаки Росії» з деталями операції.

## Передісторія
Зі слів 28-літнього пілота, капітана Максима Германовича Кузьмінова, після початку повномасштабного вторгнення Росії до України він почав порівнювати різні джерела інформації, а в грудні 2022 року вирішив не брати участь у війні проти України.
Поштовхом стало повне розуміння всього, що відбувається. Я розумів, що ця війна — це жорстокий злочин і вирішив, що не буду брати в ньому участі. В Росії у мене залишився власний літак, хороша зарплата, дві квартири, майже пенсія. Зараз для мене це не важливо. Головне — не воювати проти України.
Максим шукав варіанти дій і у березні 2022 року зв'язався з представниками ГУР через канал «Хочу жить». Відтоді представники розвідки були постійно на зв'язку з Максимом та шукали вдалого моменту для операції. Мати Максима тим часом виїхала з РФ. Максим зв'язався з ГУР МО України й тривалий час вів листування.
Українські агенти не нав'язували рішення, це рішення було моє, мене ніхто не примушував. Десь півроку ми будували маршрути, думали, як краще і безпечніше все організувати.

## Історія
Планування операції тривало півроку, її результатом став переліт 9 серпня на підконтрольну Україні територію вертольота Мі-8АМТШ з бортовим номером 62. Пілотом був 28-річний Кузьмінов Максим Германович (19.06.1995), який служив у 319-му окремому вертольотному полку (в/ч 13984) з пунктом постійної дислокації на аеродромі Чернігівка в Приморському краї Росії.

О 16:30 борт піднявся з аеродрому «Курск», у районі Шебекіна летів на наднизькій висоті у режимі радіомовчання. Під час перетину кордону по вертольоту відкрили вогонь зі стрілецької зброї, на думку Максима, це були росіяни. Під час атаки Кузьмінова було поранено в ногу. Він пролетів 20 кілометрів від кордону та приземлився в узгодженому місці.
Я хлопців заспокоював, казав, що все добре, тут живуть хороші люди, усе в нас буде чудово. Але вони почали боятися, якось трохи агресивно себе поводити, і вибігли з вертольота в бік кордону.
Двоє членів екіпажу Максима по вертольоту в процесі операції були ліквідовані. З Максимом на борту були борттехнік Микита Кір'янов і штурман Хушбахт Турсунов. Екіпаж до останнього моменту не знав, що відбувалося.
|                                                                                      | Змогли знайти правильний підхід до пілота, вивезти непомітно всю (його) родину, і, зрештою, створити такі умови, щоб він зміг перегнати це повітряне судно з екіпажем, який не знав, що відбувається. Коли вони зрозуміли, де сіли, то спробували втекти. На жаль, вони були знищені. Хотілося б узяти живими, але маємо що маємо |
| — Керівник Головного управління розвідки Міністерства оборони України Кирило Буданов | |

|                             | Коли офіційно Україна закликає росіян переходити на наш бік разом із технікою — це ж не пропаганда. Це ж не брехня. Це правда. І ось ми бачимо наочно реалізацію цього проєкту. Звичайно, увесь комплекс заходів абсолютно різноманітних вжитий для того, щоб пересвідчитися, що мова йде не про ворожу гру, не про контргру, а про реалізацію нашої операції та про справжні наміри пілота з того боку |
| — Заступник ГУР Андрій Юсов | |

У фільмі було розказано про паралель з операцією «Діамант», яку провів 1966 року ізраїльський Моссад, переконавши іракського пілота викрасти на той момент найсучасніший радянський МіГ-21.

## Результат

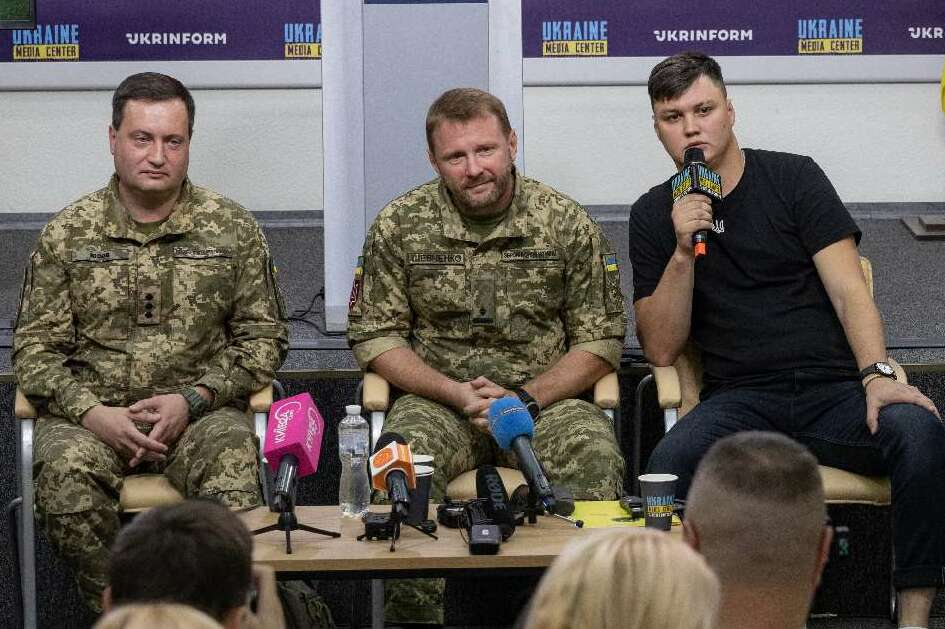
Максим Кузьмінов та представники розвідники України Андій Юсов та Артем Шевченко на пресконференсії 9.09.2023

Гелікоптер Мі-8АМТШ (2016 року випуску) залишився цілим і поповнив склад українського авіафлоту після детального вивчення обладнання. Вертоліт також перевозив деталі до бойових винищувачів Су-30СМ та СУ-35. а також секретну документацію.
Представник ГУР МО України Андрій Юсов нагадав, що згідно із Законом України «Про встановлення винагород за добровільно передану ЗСУ придатну для застосування бойову техніку держави-агресора» (від 1 квітня 2022 року № 2172-IX), Україна виплатить пілоту грошову компенсацію (у розмірі $500 тис. у гривнях), гарантує безпеку йому і членам його сім'ї, а також надасть право вибору щодо подальшого місця проживання і роботи.
Кирило Буданов заявив, що така операція була «першою вдалою за всю історію України» і висловив сподівання на можливість масштабування таких операцій у майбутньому.

## Вбивство Кузьмінова
Вранці 13 лютого 2024 року білий Hyundai Tucson заїхав у гараж під багатоквартирним будинком Кузьмінова і припаркувався на порожньому місці між ліфтами, якими користуються мешканці, і пандусом, що веде на вулицю. За словами старшого офіцера Цивільної гвардії, двоє чоловіків чекали там кілька годин.
Близько 16:20 Кузьмінов заїхав у гараж, припаркувався і почав йти до ліфтів. Коли він проходив перед білим "Хюндаєм", двоє нападників вийшли з авто, покликали Кузьмінова і відкрили вогонь. Незважаючи на те, що в нього влучили шість куль, Кузьмінов встиг пробігти невелику відстань, перш ніж впав на пандус.
Двоє вбивць повернулися в машину і переїхали тіло Кузьмінова, а потім поїхали геть. Спалений автомобіль був знайдений за кілька миль від місця злочину. Фахівцям знадобився тиждень, щоб визначити марку і модель автомобіля і встановити, що він був викрадений за два дні до вбивства в місті Мурсія, розташованому приблизно за годину їзди.
Спеціальний підрозділ Цивільної гвардії проводить розслідування в умовах суворої секретності. Влада публічно не підтвердила, що Кузьмінов був убитий.
Високопосадовець Цивільної гвардії розповів, що в Іспанії Кузьмінов вів "нерозбірливе життя", відвідував бари, популярні серед російської та української публіки, проїдаючи гроші, отримані від української держави. Він пересувався містом Вільяхойоса на чорному Мерседесі S-класу.
19 лютого 2024 року стало відомо, що пілота Максима Кузьмінова було вбито 13 лютого 2024 року в іспанському муніципалітеті Вільяхойоса, він отримав 12 кульових поранень. За іншою версією він отримав 5 кульових поранень та переїзд автівкою.
Секретар РНБО Олексій Данілов заявив, що пропозиція України полягала в тому, щоби Кузьмінов лишався в Україні де він мав би бути під захистом..
Директор Служби зовнішньої розвідки РФ Сергій Наришкін назвав Кузьмінова зрадником.